# Cyrtolabulus pedunculatus
Cyrtolabulus pedunculatus är en stekelart som först beskrevs av E.Saundas 1905.  Cyrtolabulus pedunculatus ingår i släktet Cyrtolabulus och familjen Eumenidae. Inga underarter finns listade i Catalogue of Life.